# Awdal

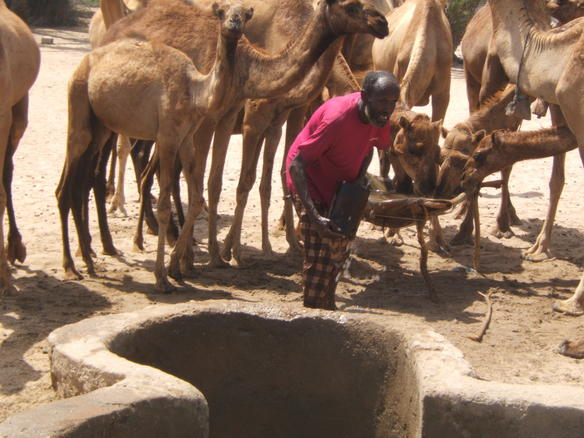
An einem Brunnen in Awdal

Awdal (somalisch Awdal, arabisch أودال, DMG Audāl) ist eine Region (gobolka) im Norden Somalias und Teil des Gebiets, das vom international nicht anerkannten Somaliland beansprucht wird. Seine Hauptstadt nach Verwaltungseinteilung Somalias ist die Stadt Baki. Größere Bedeutung haben heute aber vor allem das deutlich angewachsene Boorama, die größte Stadt der Region und Hauptstadt nach Verwaltungseinteilung Somalilands, oder auch die Hafenstadt Zeila (Seylac). Der Name leitet sich ab vom ehemals die Region beherrschenden Sultanat Adal.
Awdal besteht aus den Distrikten Baki, Boorama, Lughaya und Saylac und liegt zwischen dem Golf von Aden, Dschibuti, der äthiopischen Region Somali und der innerhalb Somalias angrenzenden Region Woqooyi Galbeed (bzw. Saaxil). Früher war Awdal ein Teil von Woqooyi Galbeed.
Die Bewohner von Awdal gehören hauptsächlich dem Somali-Clan Gadabuursi an, einem Subclan der Dir.

## Geschichte
Das Gebiet war während des 15. und 16. Jahrhunderts Teil des Sultanat Adal, einer mittelalterlichen Großmacht in der Region. In Zeila an der Küste und entlang der südlichen Grenze zum benachbarten Äthiopien sind aus dieser Zeit noch zahlreiche Ruinen erhalten, die durch den britischen Afrikaforscher Richard Francis Burton beschrieben wurden, als er die Region in den 1850ern besuchte.
In der Kolonialzeit war das Gebiet ein Teil von Britisch-Somaliland und nach Erlangung der Unabhängigkeit bildete es die Grenzregion Somalias zur ehemals französischen Kolonie, deren Bevölkerung zwar ebenfalls mehrheitlich aus Somali des Issa-Clan besteht, sich aber in einer Abstimmung gegen einen Zusammenschluss entschied und als Dschibuti einen eigenen Staat bildete.
Beim Zerfall des Zentralstaats nach Ausbruch des Somalischen Bürgerkriegs, stand das Gebiet unter Kontrolle der Clanführer, die im Jahr 1991 Somaliland gegründet haben und mit neuer Hauptstadt Hargeysa seither für die dauerhafte Loslösung von Somalia und eine internationale Anerkennung als unabhängiger Staat kämpfen.
Einige Clans, welche die Autorität des mehrheitlich von Isaaq bewohnten Somaliland nicht anerkennen wollten, erklärten das Gebiet im Jahr 1995 als „Republik Awdal“ für unabhängig. Die umgangssprachlich oft als Awdalland bezeichnete Staatsgründung wurde jedoch von keinem anderen Staat anerkannt und scheint auch in der Folgezeit nicht ernsthaft oder zumindest nicht dauerhaft umgesetzt worden zu sein.
Im Jahr 2009 folgte die Neugründung durch Gegner der Regierung in Somaliland, die als Awdalland oder Adal State of Somalia zwar eine Trennung von Somaliland, aber keine vollständige Eigenstaatlichkeit, sondern die Rückkehr als Bundesstaat in ein föderales Somalia zum Ziel hatte. Im Jahr 2011 erklärten lokale Führer der Region mit vergleichbaren Motiven zunächst für Zeila, im darauffolgenden Jahr auch das Umland als Saylac & Lughaya State of Somalia zum somalischen Bundesstaat und lösten sich damit von Somaliland. Die Bewegung konnte aber der durch Somaliland eingesetzten Regionalverwaltung die Kontrolle über das Gebiet nicht abnehmen.